# Погоня (повесть)
«Погоня» — приключенческая повесть Владимира Мильчакова для детей среднего и старшего школьного возраста.

## Сюжет
Узбекский пионер Миртемир вместе с сыном русского геолога Сашей всячески пытаются помогать солдатам Красной Армии в борьбе с группировкой басмачей, которая пересекла границы Советского Союза, дабы нести разрушение в Советский Узбекистан.

## Издания
В 1977 году в Туле повесть была выпущена отдельным изданием Приокским книжным издательством (40 страниц, художник В. Корбут, тираж 100 тысяч экземпляров)